# L'Hiver du monde
 (décembre 2024).
Si vous disposez d'ouvrages ou d'articles de référence ou si vous connaissez des sites web de qualité traitant du thème abordé ici, merci de compléter l'article en donnant les références utiles à sa vérifiabilité et en les liant à la section « Notes et références ».
L'Hiver du monde (titre original : Winter of the world) est un roman historique de Ken Follett, paru en 2012. Situé entre La Chute des géants et Aux portes de l'éternité, L'Hiver du monde est le deuxième volet de la trilogie Siècle.

## Résumé
Le roman commence dans l'entre-deux-guerres. On retrouve les familles qui se sont croisées dans La Chute des Géants. Elles assistent à la montée des dictatures en Europe puis prennent part à la Seconde Guerre mondiale. Le récit se déroule aux États-Unis, en Europe et en Russie. 
En 1933, venus d’Angleterre, Lloyd et Ethel Williams visitent Berlin lors de la prise du pouvoir par les nazis. Boy Fitzherbert épouse Daisy Peshkov, fille légitime de Lev, en 1936. Lloyd va combattre le fascisme en Espagne en s’engageant dans les Brigades internationales de la guerre d'Espagne. Il y découvre l'aspect autoritaire du communisme stalinien, immiscé dans ces Brigades internationales. La famille von Ulrich survit au nazisme malgré la perte de leurs moyens de subsistance avec la fin des élus non-nazis et des journaux libres.
Lloyd est fait prisonnier en France en 1940, fuit en Espagne, et revient à Londres. En 1941, Carla von Ulrich provoque un mouvement populaire contre l'Action T4 d'euthanasie des personnes handicapées après que son père a été battu à mort par la Gestapo pour ses questions gênantes sur le sujet. En décembre 1941, le Japon attaque la marine américaine à Pearl Harbor en présence des Dewar, dont le fils Chuck meurt dans la bataille du Pacifique. 
En 1945, après l'armistice en Europe, Lloyd est élu député et épouse Daisy, à qui Boy avait refusé le divorce avant d'être abattu en vol en 1944. Les Américains larguent deux bombes atomiques sur le Japon, après des années de recherche dans un laboratoire où collabore Greg. En 1947, les Russes menacent d'envahir l'Europe et en 1949, ils ont la bombe atomique grâce à un scientifique américain, convaincu par Volodia, officier de renseignement de l'Armée rouge.